# Luis Jorge Prieto
Luis Jorge Prieto (* 28. November 1926 in Argentinien; † 31. März 1996 in Genf) war ein argentinischer  Sprachwissenschaftler und Romanist.

## Leben und Werk
Prietos Vater stammte aus Spanien, seine Mutter aus Italien. Kurzzeitig war er Schüler von Fritz Krüger an der Universidad Nacional de Cuyo in Mendoza, Argentinien. Prieto lehrte nach dem Studium in Córdoba, Argentinien. Dort heiratete er 1950 Helvecia Girard. 1952 graduierte er und lernte im selben Jahr durch Korrespondenz André Martinet kennen, welcher sein Mentor wurde. Er publizierte in der Zeitschrift Word die Ergebnisse  seiner argentinischen Dissertation über die Phonologie des Spanischen. 1956 zog er als Gelehrter und Mitglied der Société de linguistique mit einem Stipendium nach Frankreich, Paris. Von 1960 bis 1966 war er Professor für Allgemeine Sprachwissenschaft an der Nationalen Universität Córdoba. Nach dem Putsch von 1966 lehrte er 1968 in Algier und 1969 kurzzeitig an der Universität Paris VIII. Von 1969 bis 1996 war Prieto Professor für Allgemeine Linguistik an der Universität Genf. 1990 wurde ein Tumor bei Prieto entdeckt, was ihn jedoch nicht davon abhielt, weiter an seinen Projekten zu arbeiten.
Prieto ist einer der weniger bekannten Personen aus dem Milieu der Struktur-Semiotik Mitte des 20. Jahrhunderts. Jedoch ist er seit 1966 bekannt für seine Studien auf dem Gebiet der Semiotik. Einige seiner Ideen und Werke waren wichtige Referenzen für Autoren wie Umberto Eco, Georges Mounin, Thomas Sebeok und viele andere. Prieto ist als Anhänger des Strukturalismus zu betrachten, kann jedoch keiner Schule zugeordnet werden. Er hat ein theoretisches Verhältnis zu anderen wichtigen Strukturalisten wie Ferdinand de Saussure, Nikolai Sergeevič Trubeckoj, Louis Trolle Hjelmslev, Eric Buyssens und Roland Barthes.

## Forschung/Ziele
Er begann seine Forschung, indem er die Funktion des Signifikats im System der Sprachzeichen studierte. Schnell erreichte er das Feld von Ferdinand de Saussures Semiotik und durchlief eine spezielle Art der strukturellen Semantik. Prieto folgte dem Modell von J. Cantineau und wurde durch Nikolai Sergeevič Trubeckojs Prinzipien inspiriert. Prieto entwickelte sinnvolle Gegensätze zu den Prinzipien von Trubeckoj. Prieto hatte grundlegende Ziele, welche er stetig verfolgte. Von 1954 bis 1975 wollte er ein Modell kreieren, welches die Bedeutung analog zur funktionellen Phonologie analysiert. Diese wurde von der Prager Schule gegründet. Außerdem war ein weiteres Ziel die Schaffung einer Semiologie der Kommunikation. Von 1975 bis 1996 waren seine Ziele die Entwicklung einer Semiologie der Signifikation, die Entwicklung einer kognitiven Theorie basierend auf Phonologie, die Entwicklung seiner Theorie der Relevanz und seiner Subjekttheorie.

## Subjekttheorie
Seinen Subjektbegriff konkretisierte Prieto in seinem Werk Pertinence et pratique. Er schreibt, dass das Subjekt immer einer „sozialen Gruppe angehört“. Außerdem schreibt Prieto:
„Die Erkenntnis einer materiellen Realität ist ideologisch, wenn das Subjekt die Grenzen und die Identität des Objektes, zu dem diese Realität für es geworden ist, als in der Realität selbst befindlich betrachtet, d. h. wenn das Subjekt der Realität selbst die Idee zuspricht, die es aus ihr konstruiert hat. Das Subjekt einer ideologischen Erkenntnis ist sich dann dieser Konstruktion nicht bewußt (…)“

## Theorie der Relevanz
Der Begriff der Relevanz ist ein wichtiger Begriff des Strukturalismus und wurde von der Prager Schule weiterentwickelt. Den Anwendungsbereich des Begriffs der abstraktiven Relevanz hat Prieto erheblich ausgeweitet. Er nutzt das Erklärungsmodell nicht nur für die sprachliche Kommunikation, sondern für jegliche Art von Wahrnehmung. „Andererseits wendet er es auch auf die Ebene der Aktualisierung der invarianten Strukturen an“. Neben den relevanten Eigenschaften eines Objektes und den relevanten Objekten gibt es laut Pietro auch materielle Praxisformen („pratiche materiali“):
„(…) wir haben als theoretisches Wissen dasjenige definiert, das man besitzt, man weiß, dass, wenn es ein Objekt gibt (…), das bestimmte Eigenschaften aufweist (…), es sich in einer bestimmten Relation zu anderen Objekten befinden kann.“ (Prieto)

## Theorie der Objekte
In seiner Theorie der Objekte unterscheidet Prieto die materiellen Objekte („oggetti materiali“) von den mentalen Objekten („oggetti mentali“). Als ein materielles Objekt wird z. B. eine Tomate, ein Fußballspiel oder die Äußerung eines Satzes bezeichnet. Dagegen sind materielle Objekte die Art /Tomate/, die Relativitätstheorie oder der Sinn eines Satzes. Folgende Bestimmung gibt Prieto über das materielle Objekt im Rahmen einer semiotischen Theorie:
" (…) ein materielles Objekt ist ein räumlich und/oder zeitlich bestimmtes Fragment der materiellen Wirklichkeit, dass von einem Subjekt als ein solches – also als ein räumlich und/oder zeitlich bestimmtes Fragment der materiellen Wirklichkeit – erkannt wird" (Prieto)
Der Gegenstand von Prietos Theorie ist „Konstruktion des Objekts durch die Wahrnehmung in Abhängigkeit von den Interessen des Subjekts“. Trotzdem geht Prieto davon aus, dass die „Wirklichkeit auch unabhängig vom Subjekt existiert und deshalb die Wahrnehmung determiniert“.
„Jedes materielle Objekt besitzt eine Identität in dem Sinne, dass es eins ist, oder auch in dem Sinne, dass es ein als Individuum bestimmtes Objekt und deshalb kein anderes Objekt ist – und kein anderen Objekt ist deshalb seinerseits das betreffende Objekt. Das ist die numerische Identität, die jedes materielle Objekt hat.“ (Prieto)
Die materiellen Objekte unterteilt Prieto wiederum in die räumlichen und die zeitlichen Objekte.

## Werke
- Principes de noologie. Fondements de la théorie fonctionnelle du signifié, Den Haag 1964 (Vorwort von André Martinet, italienisch: Principi di noologia. Fondamenti della teoria funzionale del significato, Rom 1967, Vorwort von Tullio de Mauro)
- Que es la lingüística funcional?, Universidad de la Republica, Montevideo 1965
- Messages et signaux,  Paris 1966 (spanisch: Mensajes y señales, Barcelona 1967; polnisch 1970; italienisch: Lineamenti di semiologia. Messagi e segnali,  Bari 1971; deutsch: Nachrichten und Signale, übers. von Gerd Wotjak, Berlin Ost/München 1972; portugiesisch São Paulo 1973; japanisch 1979; neugriechisch 1986)
- Études de linguistique et de sémiologie générales,  Genf 1975 (spanisch Mexiko 1977, 1978)
- Pertinence et pratique. Essai de sémiologie, Paris 1975, 1978, 1986 (italienisch: Pertinenza e pratica. Saggio di semiotica, Mailand 1976)
- Saggi di semiotica, 3 Bde., Parma 1989-1991-1995
  - 1. Sulla conoscenza
  - 2. Sull'arte e sul soggetto
  - 3. Sul significato
- Le mythe de l'original, in "Poétique", trad. Il mito dell'originale. L'originale come oggetto d'arte e come oggetto di collezione, Aracne, Rom 2015